# Belinostat
Belinuler (tên thương mại Beleodaq, trước đây gọi là PXD101) là thuốc ức chế histone deacetylase được phát triển bởi TopoTarget để điều trị các khối u ác tính về huyết học và khối u rắn.
Nó đã được FDA Hoa Kỳ phê duyệt vào tháng 7 năm 2014 để điều trị ung thư hạch tế bào T ngoại vi.
Năm 2007, kết quả sơ bộ đã được công bố từ thử nghiệm lâm sàng giai đoạn II của belin điều trị tiêm tĩnh mạch kết hợp với carboplatin và paclitaxel trong điều trị ung thư buồng trứng tái phát. Kết quả cuối cùng vào cuối năm 2009 của một thử nghiệm giai đoạn II đối với ung thư hạch tế bào T là đáng khích lệ. Belinuler đã được FDA cấp giấy phép thuốc mồ côi và theo dõi nhanh, và được chấp thuận tại Hoa Kỳ để sử dụng chống ung thư hạch tế bào T ngoại biên vào ngày 3 tháng 7 năm 2014. Nó không được phê duyệt ở châu Âu Tính đến  tháng 8 năm 2014.
Các công thức dược phẩm đã được phê duyệt được tiêm tĩnh mạch. :180 Belinuler được chuyển hóa chủ yếu bởi UGT1A1; nên giảm liều ban đầu nếu người nhận được biết là đồng hợp tử với alen UGT1A1 * 28. :179 and 181